# Partidul pentru Restaurarea Valorilor de Bază în Marea Britanie
Partidul pentru Restaurarea Valorilor de Bază în Marea Britanie (în engleză Britain Restoring Underlying Values Party, acronim BRUV) este un partid politic suveranist britanic, fondat și condus de Andrew Tate, care locuiește în prezent în România.
În 2025, Tate a declarat că a lansat Partidul BRUV, despre care s-a raportat că face parte din planul său de a deveni Prim Ministru al Regatului Unit. Site-ul oficial al partidului a declarat că "acesta este un război pentru a revendica Marea Britanie. Fără scuze, fără compromisuri, fără a doua șansă. Ne vom apăra granițele, vom zdrobi criminalitatea, vom scăpa de corupție și vom restabili mândria unei națiuni aflate sub asediu".
Lansarea partidului a fost ridiculizată la scară largă pe social media, un comentator descriind manifestul său ca un "mix de Coreea de Nord și homoeroticism", în timp ce altul a descris partidul ca fiind "cea mai rea idee din istoria politicii britanice". Unii au speculat că a fost doar o cascadorie PR, dar Tate a respins acuzațiile, declarând că este 100% serios: „Particip în viitoarele alegeri”.

## Ideologie și controverse
Platforma partidului are câteva propuneri controversate. Partidul BRUV propune măsuri de descurajare pentru infractorii cu cuțite cu un canal BBC dedicat difuzării de imagini 24/7 ale deținuților aflați în izolare pentru astfel de fapte. Tate susține că acest lucru va descuraja tinerii de la a comite crime.
Partidul BRUV dorește să pună în aplicare o politică de toleranță zero față de migrația ilegală, asigurându-se că aceasta va scădea la zero.“ O declarație din manifestul partidului spune: „Nu avem nicio obligație să vă salvăm din acea barcă, indiferent de cât de dură este marea.”. De asemenea, încearcă să elimine ceea ce numește „Propaganda LGBT” din școli, impunând din nou Secțiunea 28, adoptată de Margaret Thatcher.
Partidul dorește, de asemenea, să ia măsuri pentru „restaurarea identității culturale a Marii Britanii”, inclusiv limitarea rezidenților non-britanici la 10 la sută din populație, numirea unui Ministru al Culturii Britanice pentru a păstra istoria, înlocuirea artei moderne cu monumente care onorează eroii britanici și asigurarea “că orice stradă în Marea Britanie se simte britanică” cu steaguri și arhitectură tradițională.
În ceea ce privește politica economică, Partidul BRUV promite să reducă la zero ajutorul extern și să evite războaiele externe. “Fiecare liră va fi reinvestită în reconstruirea Marii Britanii,” manifestul partidului declară. Partidul își propune să acorde prioritate serviciilor pentru contribuabilii și cetățenii britanici și eliminarea turismului de sănătate și recuperarea costurilor de la non-cetățeni. It proposes to prioritise services for British taxpayers and citizens, while eliminating health tourism and recovering costs from non-citizens.
Partidul BRUV susține un fel de democrație directă, propunând „săptămânal referendumuri” pe „probleme care contează cel mai mult”.
Partidul BRUV a fost descris ca fiind de dreapta sau de extrema dreaptă.